# Бомонт ан Верденоа
Бомонт ан Верденоа (фр. Beaumont-en-Verdunois) је насељено место у Француској у региону Лорена, у департману Меза.
По подацима из 1990. године место је било ненасељено.

## Демографија
| 1962. | 1968. | 1975. | 1982. | 1990. | 2011. |
| ----- | ----- | ----- | ----- | ----- | ----- |
| 0     | 0     | 0     | 0     | 0     | 0     |